# Gabin Janet
Gabin Janet (2 agosto 2004) è uno sciatore alpino svizzero.

## Biografia
Specialista delle prove veloci attivo dal novembre del 2020, Gabin Janet ha esordito in Coppa Europa il 6 gennaio 2023 a Wengen in supergigante (46ª) e ai Mondiali juniores di Tarvisio 2025 ha vinto la medaglia d'argento nella combinata a squadre; non ha debuttato in Coppa del Mondo e non ha preso parte a rassegne olimpiche o iridate.

## Palmarès

### Mondiali juniores
- 1 medaglia:
  - 1 argento (combinata a squadre a Tarvisio 2025)